# José Jorge Pereira

José Jorge Pereira.

José Jorge Pereira (5 de julho de 1865 – 16 de abril de 1932) foi um oficial da Marinha Portuguesa, médico e político português.
Em 1891, formou-se em medicina na Escola Médico-Cirúrgica do Porto tendo-se alistado em 1889 na Marinha, onde atingiu o posto de  capitão-de-mar-e-guerra em 1922.
Foi médico no Hospital da Marinha, em Lisboa e responsável pelo serviço de saúde do Comando Central de Defesa Marítima, entidade que após a Revolução de dezembro de 1917, chefiada por Sidónio Pais passou a fazer parte dos serviços da defesa de Portugal, Açores, Madeira e Cabo Verde.